# Patinaj viteză la Jocurile Olimpice de iarnă din 2022 - Urmărire echipe (masculin)
Proba de patinaj viteză urmărire pe echipe masculin de la Jocurile Olimpice de iarnă din 2022 de la Beijing, China a avut loc în perioada 13-15 februarie 2022 la Arena națională de patinaj viteză.

## Program
Orele sunt orele Chinei (ora României + 6 ore).
| Dată         | Ora         | Rundă              |
| ------------ | ----------- | ------------------ |
| 13 februarie | 21:00–21:26 | Sferturi de finală |
| 15 februarie | 14:52–15:04 | Semifinale         |
| 15 februarie | 15:43–16:53 | Finale             |

## Rezultate

### Sferturi de finală
Sferturile de finală au avut loc la 13 februarie.
| Loc | Serie | SP | Țară                                                                     | Timp    | Diferență | Note         |
| --- | ----- | -- | ------------------------------------------------------------------------ | ------- | --------- | ------------ |
| 1   | 3     | F  | Norvegia · Hallgeir Engebråten · Peder Kongshaug · Sverre Lunde Pedersen | 3:37,47 |           | Semifinala 1 |
| 2   | 3     | C  | Statele Unite ale Americii · Ethan Cepuran · Casey Dawson · Emery Lehman | 3:37,51 | +0,04     | Semifinala 2 |
| 3   | 4     | F  | COR Daniil Aldoșkin Serghei Trofimov Ruslan Zaharov                      | 3:38,67 | +1,20     | Semifinala 2 |
| 4   | 2     | C  | Olanda · Marcel Bosker · Sven Kramer · Patrick Roest                     | 3:38,90 | +1,43     | Semifinala 1 |
| 5   | 2     | F  | Canada · Jordan Belchos · Ted-Jan Bloemen · Connor Howe                  | 3:40,18 | +2,70     | Finala C     |
| 6   | 1     | C  | Coreea de Sud · Chung Jae-won · Kim Min-seok · Lee Seung-hoon            | 3:41,89 | +4,42     | Finala C     |
| 7   | 1     | F  | Italia · Davide Ghiotto · Andrea Giovannini · Michele Malfatti           | 3:42,04 | +4,57     | Finala D     |
| 8   | 4     | C  | China · Lian Ziwen · Wang Haotian · Xu Fu                                | 3:52,25 | +14,78    | Finala D     |

### Semifinale
Semifinalele au avut loc pe 15 februarie.
| Loc          | SP | Țară                                                                     | Timp    | Diferență | Note         |
| ------------ | -- | ------------------------------------------------------------------------ | ------- | --------- | ------------ |
| Semifinala 1 |    |                                                                          |         |           |              |
| 1            | F  | Norvegia · Hallgeir Engebråten · Peder Kongshaug · Sverre Lunde Pedersen | 3:38,28 | –         | Finala A     |
| 2            | C  | Olanda · Marcel Bosker · Sven Kramer · Patrick Roest                     | 3:39,62 | +1,34     | Finala B     |
| Semifinala 2 |    |                                                                          |         |           |              |
| 1            | C  | COR Daniil Aldoșkin Serghei Trofimov Ruslan Zaharov                      | 3:36,62 |           | RO, Finala A |
| 2            | F  | Statele Unite ale Americii · Ethan Cepuran · Casey Dawson · Emery Lehman | 3:37,05 | +0,43     | Finala B     |

### Finale
Rezultate oficiale.
| Loc      | SP | Țară                                                                     | Timp    | Diferență | Note |
| -------- | -- | ------------------------------------------------------------------------ | ------- | --------- | ---- |
| Finala A |    |                                                                          |         |           |      |
| 1        | F  | Norvegia · Hallgeir Engebråten · Peder Kongshaug · Sverre Lunde Pedersen | 3:38,08 | –         |      |
| 2        | C  | COR Daniil Aldoșkin Serghei Trofimov Ruslan Zaharov                      | 3:40,46 | +2,38     |      |
| Finala B |    |                                                                          |         |           |      |
| 3        | F  | Statele Unite ale Americii · Casey Dawson · Emery Lehman · Joey Mantia   | 3:38,81 | –         |      |
| 4        | C  | Olanda · Marcel Bosker · Sven Kramer · Patrick Roest                     | 3:41,62 | +2,81     |      |
| Finala C |    |                                                                          |         |           |      |
| 5        | F  | Canada · Jordan Belchos · Ted-Jan Bloemen · Tyson Langelaar              | 3:40,39 | –         |      |
| 6        | C  | Coreea de Sud · Chung Jae-won · Kim Min-seok · Park Seong-hyeon          | 3:53,77 | +13,38    |      |
| Finala D |    |                                                                          |         |           |      |
| 7        | F  | Italia · Davide Ghiotto · Andrea Giovannini · Michele Malfatti           | 3:44,20 | –         |      |
| 8        | C  | China · Lian Ziwen · Wang Haotian · Xu Fu                                | 3:53,58 | +9,38     |      |